# Peter Pohlen
Peter Pohlen (* 16. August 1894 in München-Gladbach; † 29. September 1971 in Hamburg) war ein deutscher Politiker (CDP/CDU).
Pohlen war bis 1949 Geschäftsführer der AOK Simmern/Hunsrück. 1946–1949 war er Vorstandsmitglied der Kreissparkasse.
Nach dem Zweiten Weltkrieg trat er der CDP bei, aus der später der rheinland-pfälzische Landesverband der CDU hervorging. Er war Mitglied des CDP-Kreisvorstands Simmern. Für die CDU war er 1946/47 Mitglied der Beratenden Landesversammlung.